# William Hay, 6. Earl of Erroll

Wappen des Earl of Erroll

William Hay, 6. Earl of Erroll (* um 1521; † 1. April 1541) war ein schottischer Adliger.

## Leben
Er war der einzige Sohn des William Hay, 5. Earl of Erroll, aus der Ehe mit Elizabeth Ruthven († 1529), Tochter des William Ruthven, 1. Lord Ruthven. Er war noch ein Säugling, als er beim Tod seines Vaters 1522 dessen Adelstitel als 6. Earl of Erroll erbte. Aufgrund seiner Minderjährigkeit wurden die Ländereien seines Vaters, einschließlich des Familiensitzes Slains Castle, unter königliche Verwaltung gestellt. Da er 1541 starb, kurz bevor er die Volljährigkeit erreichte, erlangte er nie die tatsächliche Kontrolle der Ländereien.
Er hatte Lady Helen Stuart († 1564), Tochter des John Stewart, 3. Earl of Lennox, geheiratet und hinterließ aus dieser Ehe eine Tochter, Lady Jean Hay (1540–1570), aber keinen Sohn, weshalb seine Adelstitel an seinen Onkel zweiten Grades, George Hay of Logie, als 7. Earl of Erroll fielen. Hays Tochter heiratete später dessen ältesten Sohn Andrew Hay, 8. Earl of Erroll, wodurch der Anspruch auf seine sämtlichen Ländereien mit dem Adelstitel verbunden blieb. Seine Witwe heiratete 1548 in zweiter Ehe John Gordon, 11. Earl of Sutherland.